# Imprimatur (kerkrecht)

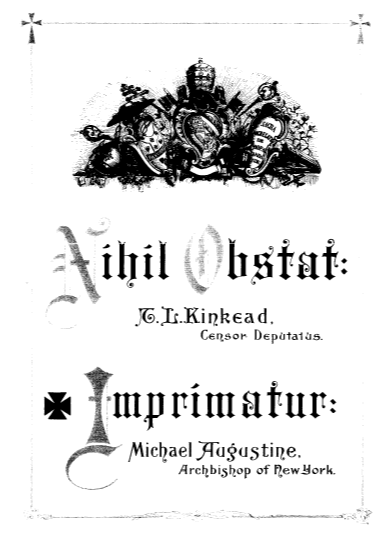
Voorbeeld van Imprimatur en Nihil obstat op het titelblad van een goedgekeurd boek

Imprimatur (letterlijk: het worde gedrukt) is de Latijnse benaming voor de officiële toestemming van een bisschop uit de Katholieke Kerk, nodig voor het drukken van geschriften als Bijbelteksten, boeken over theologie, kerkgeschiedenis of kerkelijk recht en devotieprentjes, met of zonder gebeden. Voorheen werd ook wel de Latijnse term evulgetur gebruikt (het worde uitgegeven). Met het imprimatur geeft de Katholieke Kerk aan dat een werk mag uitgegeven worden omdat het niet in strijd is met het geloof en de katholieke doctrines, zodat gelovigen het zonder bezwaar kunnen lezen. Het imprimatur betekent niet dat een goedkeuring wordt gegeven aan de volledige inhoud van het geschrift.
Canones 822 tot en met 832 van het Wetboek van Canoniek Recht van 1983 bevatten de richtlijnen in verband met sociale communicatiemiddelen en het uitgeven van boeken. Voor het uitgeven van liturgische boeken bestaan specifieke regels.

## Doel en werking
Het imprimatur is een preventieve maatregel met als doel de geloofsschat te bewaren. Op deze wijze kan de Kerk ketterij en kritiek op de leer voorkomen. Tijdens de Middeleeuwen en de Renaissance was de verspreiding van het christendom in Europa en de invloed van de Kerk dermate dat in veel landen geen enkel manuscript zonder het imprimatur kon worden gepubliceerd. Het imprimatur wordt ook vandaag, zij het in mindere mate dan vroeger, gebruikt.

## Procedure
In principe moet elk werk dat door een katholieke kerkautoriteit wordt geschreven aan de Kerk worden voorgelegd. Eerst leest de kerkelijke censor in het bisdom van de auteur het manuscript door. Vindt hij daarin niets dat strijdig is met de katholieke leer en het geloof, dan zet hij het stempel nihil obstat (Latijn, letterlijk: niets staat in de weg), waarmee de censor aangeeft dat er geen belemmeringen voor publicatie zijn. Vervolgens verwijst hij het stuk door naar de bisschop, die het imprimatur verleent: de daadwerkelijke goedkeuring het werk uit te geven.
Indien het werk door een geestelijke zelf is geschreven, kent de Kerk een extra controle. Alvorens het stuk aan de censor voor te leggen, laat de auteur het werk eerst aan zijn overste lezen (dat wil zeggen: de geestelijke die boven hem staat in de kerkelijke hiërarchie). Deze moet ook zijn toestemming geven door het imprimi potest (Latijn: het kan gedrukt worden) te verlenen. Daarna moeten ook de censor en de bisschop hun respectievelijke nihil obstat en imprimatur verlenen.
De stempel van het imprimatur en nihil obstat zijn gewoonlijk op een van de eerste bladzijden van het boek te vinden, gevolgd door de naam en titel van de kerkelijke censor. In oudere boeken vindt men het nihil obstat en het daaraanvolgende evulgetur soms gedrukt achteraan in het boek.